# Gmina zbiorowa Bad Grund (Harz)
Gmina zbiorowa Bad Grund (Harz) (niem. Samtgemeinde Bad Grund (Harz)) – dawna gmina zbiorowa położona w niemieckim kraju związkowym Dolna Saksonia, w powiecie Osterode am Harz. Siedziba gminy zbiorowej znajdowała się w miejscowości Windhausen.

## Podział administracyjny
Do gminy zbiorowej Bad Grund (Harz) należało pięć gmin, w tym jedno miasto (Stadt) oraz jedno miasto (Flecken):
1. Bad Grund (Harz)
2. Badenhausen
3. Eisdorf
4. Gittelde
5. Windhausen

1 marca 2013 gminę zbiorową rozwiązano, a cztery tworzące ją gminy włączono do miasta Bad Grund (Harz), które stało się w tym samym dniu gminą samodzielną (Einheitsgemeinde).